# Сеа, Леопольдо
Леопольдо Сеа Агилар (исп. Leopoldo Zea Aguilar) (30 июня 1912, Мехико — 8 июня 2004) — мексиканский философ, автор работ по истории философии в Латинской Америке, один из основоположников «философии латиноамериканской сущности», переформулировавший её в проект «философии освобождения», в основе которой, согласно его концепции, должна лежать философия истории, разрабатывающая специфический латиноамериканский опыт.

## Биография
Леопольдо Сеа родился в 1912 году, в разгар Мексиканской революции, потрясшей эту страну до самых основ и покончившей с диктатурой Порфирио Диаса.
В 1930-е годы Сеа окончил Национальный автономный университет в Мехико.
В 1944 году Леопольдо Сеа стал профессором родного института. Свой научный путь начал под руководством испанского философа Хосе Гаоса (Гаос-и-Гонсалес Поло Хосе).
В 1947—1953 работал в Эль Колехио де Мехико. В 1947 году принял участие в ставшем затем постоянно действующим семинаре по истории общественной мысли Латинской Америки, организованным наставником Леопольдо Сеа Хосе Гаосом.
Лидер основанной в 1948 группы «Гиперион» — идейной преемницей философских объединений «Атеней молодёжи» («Ateneo de la Juventud») и «Современники». Эти группы ставили своей целью разработку «философии мексиканского» («философии мексиканской сущности»), переформулированной в «Гиперионе» в «философию латиноамериканского» («философию латиноамериканской сущности»).
В 1954—1965 — руководитель Центра латиноамериканских исследований при НАУМ, который был создан базе постоянно действовавшего с 1947 семинара. Позже переименован в Центр по координации и распространению знаний в области латиноамериканских исследований.
С 1966 — декан философско-филологического факультета.
С 1971 г. — почетный профессор НАУМа. В 1984 г. стал почетным доктором Московского университета.
Был дважды женат. В первый раз на мексиканской журналистке Елене Прадо Вертиз, с 1942 года. От этого брака у него шестеро детей: Александра, Ирен, Леопольдо, Елена, Марсела и Франциско. В 1980 году они развелись.
С 1982 на Марие Елене Родригес Озан. У них не было собственных детей.

## Философия
Начальной точкой в анализе Леопольдом Сеа латиноамериканской социально-политической мысли является тезис о принципиальной вторичности латиноамериканской мысли по отношению к мысли западноевропейской (здесь он выделяет платонизм, аристотелизм, томизм, картезианство, позитивизм, экзистенциализм, марксизм). Как полагает Сеа, главная проблема ибероамериканского континента в том, что люди, родившиеся и живущие на этой территории, абстрагируются от самих себя, бегут от собственной реальности.
История идей нашей Америки исходит не из своих собственных идей, но из тех форм, которые приняли, адаптируясь к латиноамериканской действительности, западноевропейские идеи
Отрицая оригинальность латиноамериканской мысли Сеа, тем не менее, пытается понять «логику ассимиляции идей», которые выявляют особенности латиноамериканского духа. В центре исследований Сеа — «латиноамериканская философия» или «аутентичная философия человека Латинской Америки». Опираясь на идеи О. Шпенглера и А. Тойнби, он провозгласил конец эпохи «европоцентризма» и подчеркнул особое значение национальной философии, обращенной к конкретному человеку и его миру. По мнению Сеа философы Латинской Америки должны знать европейскую философию, заимствовать из неё, но не копировать её, поскольку европейские идеи приобретают в условиях латиноамериканской реальности иное содержание. Мировую философию Сеа определяет как «абстракцию», если её не составляют национальные философии. Отстаивал идею равноправного диалога философских культур.
Так же Леопольдо Сеа концептуально и организационно реализовал идею своего учителя Хосе Гаоса (последователя Ортега-и-Гассета) о необходимости создания собственной (по духу и смыслу) философии истории Испаноамерики с помощью переосмысления своего исторического прошлого для того, чтобы преодолеть чуждое настоящее. Так же Сеа считал что необходимо выработать комплекс идей, соответствующих «латиноамериканской сущности», которые могут дать импульс новым социокультурным практикам (в дальнейшем — практикам освобождения), адекватным цивилизационной специфике Латинской Америки (на основе концепции жизни как «аутентичности» мышления).
Опираясь на философию истории Гегеля Сеа утверждает, что развитие идет с востока на запад, поэтому Америка это "страна будущего", Новый Свет в противовес Старому Свету (Европе). История Америки начинается с колонизации, причем иберийская (латиноамериканская) колонизация имела свою особенность: туземцы благодаря Лас Касасу воспринимались не как природные существа (предметы), но как люди (субъекты), которые нуждаются в попечении (энкомьенда) как раскрытии своей сущности. Капиталистическая (англосаксонская) эксплуатация отрицает в человеке человечность, низводя его до уровня рабочей силы, что в определенной степени приводило к геноциду индейцев. Однако колонизация Америки в определенной степени означала метисацию и "ассимиляцию автохтонной культуры". Для Латинской Америки субъектами метисации были иберийцы и индейцы. Отцом основателем Латинской Америки по мысли Сеа был Симон Боливар, который ощущал себя чуждым как пришлым испанцам, так и местным индейцам, но который мечтал объединить различные слои населения в рамках республики, посредством любви к родине и справедливости. Однако мечты Боливара раскололись о латиноамериканский хаос раскалывающихся политических образований, а точку им поставило убийство маршала Сукре. Латинскую Америку мотало от консерватизма (Лукас Аламан, Хуан Мануэль де Росас, Габриэль Гарсиа Морено) к либерализму (Хосе Викторино Ластаррия, Франсиско Бильбао) и обратно. Однако Сеа замечает, что в испанском наследии было много положительного (патриотизм, героизм, самопожертвование, кортесы, аудиенсии), тогда как идеалы свободы провоцировали мятежи, расколы и гражданские войны.

## Список книг
Его научным дебютом была монография «Расцвет и упадок позитивизма в Мексике». Книга «Америка в истории» (1957) стала важной вехой в целой серии трудов, исследующих так называемую «философию латиноамериканской сущности». Среди других работ: «Латиноамериканская мысль» (1965), «Американская философия как собственно философия» (1969), «Зависимость и освобождение латиноамериканской культуры» (1972), «Диалектика американского сознания» (1979), «Симон Боливар» (1980), «Латинская Америка на перекрестке истории» (1981), «Рассуждение о мире с позиции маргинальности и „варварства“» (1983).